# Holothele vellardi
Holothele vellardi är en spindelart som beskrevs av Rudloff 1997. Holothele vellardi ingår i släktet Holothele och familjen fågelspindlar.
Artens utbredningsområde är Venezuela. Inga underarter finns listade i Catalogue of Life.